# Mustapha Ben Ismaïl
Mustapha Ben Ismaïl (arabe : أبو النخبة مصطفى بن اسماعيل), né vers 1850 à Bizerte et mort en 1887 à Constantinople, est un homme politique tunisien.

## Biographie
Ses origines sont obscures et peu de détails sur son enfance sont connus. Certains font de lui le fils d'une Juive convertie et d'un père tunisien inconnu, sa mère se remariant avec un musulman et s'installant à Tunis. Après avoir mendié dans les rues de la capitale, travaillé dans une taverne maltaise puis chez un barbier, il est embauché par un officier de la garde du bey de Tunis qui l'introduit au palais. C'est alors qu'il aurait été remarqué par Sadok Bey au début de son règne.
Le bey, qui s'attache à lui, en fait l'intendant de sa liste civile, un général de sa garde et le caïd du cap Bon. Son influence, sensible dès la fin de 1872, ne cesse de croître. Après avoir contribué à la chute de Mustapha Khaznadar, il devient ministre de la Marine en octobre 1873, dans le gouvernement de Kheireddine Pacha, puis ministre de l'Intérieur et membre de la commission financière internationale en juillet 1877 et enfin grand vizir, le 24 août 1878, poste qu'il conserve jusqu'au 12 septembre 1881. Durant cette dernière période, Ben Ismaïl attise la colère du bey, mécontent des réformes et de la politique d'austérité de la cour prônée par Kheireddine, et récupère peu à peu la majeure partie des biens de Kheireddine une fois confisqués par le bey. Influencé par Théodore Roustan, consul de France, Ben Ismaïl commence par favoriser le développement des entreprises françaises en Tunisie puis devient favorable aux Italiens, concurrents des Français, dès la fin 1880.
L'établissement du protectorat français de Tunisie et la mort de Sadok Bey en 1882 ruinent sa carrière mais il parvient à sauver une petite partie de sa fortune et s'enfuit à Constantinople où il retombe dans l'anonymat. Il meurt dans le plus complet dénuement selon l'historien français Jean Ganiage. Mais il apparaît qu'il soutient les premiers nationalistes tunisiens exilés après l'instauration du protectorat, avec qui il a gardé des contacts, en les finançant, ce qui dément l'hypothèse de ses difficultés financières, ou en favorisant leurs liens avec l'État ottoman.